# Коммерс-Сити
Коммерс-Сити (англ. Commerce City) — город в США в округе Адамс штата Колорадо.
Население города по переписи населения США 2020 года составляло 62 418 человек, что на 35,95% больше, чем по переписи 2010 года. Коммерс-Сити — 18-й по численности населения муниципалитет в Колорадо. Расположен к северу от Денвера и является частью метрополитенского статистического ареала Денвер–Аврора–Лейквуд и городского коридора Фронт-Рейндж.
Коммерс-Сити известен тем, что здесь находится национальный резерват дикой природы «Роки-Маунтин Арсенал», единственный вход в который находится в городе. Дикс Спортинг Гудс Парк, первоклассный футбольный стадион в Коммерс-Сити, является домашней ареной «Колорадо Рэпидс» из Главной лиги футбола.
В июле 1952 года жители района проголосовали 251 голосом против 24 за инкорпорацию тауна Коммерс, включающего такие районы, как Роуз-Хилл и южная часть Адамс-Сити. В 1962 году таун Коммерс присоединил часть Дерби, увеличив население более чем в четыре раза, что позволило тауну получить статус города. Название города было официально изменено на Коммерс-Сити. В апреле 2007 года жители Коммерс-Сити проголосовали в соотношении более чем 2:1 за сохранение названия города.
| Год переписи                    | Нас.  |       | %±     |
| ------------------------------- | ----- | ----- | ------ |
| 1960                            | 8970  |       | —      |
| 1970                            | 17407 |       | 94,1%  |
| 1980                            | 16234 |       | −6,7%  |
| 1990                            | 16466 |       | 1,4%   |
| 2000                            | 20991 |       | 27,5%  |
| 2010                            | 45913 |       | 118,7% |
| 2020                            | 62418 |       | 35,9%  |
| 2024                            | 70245 | [ 7 ] | 12,5%  |
| 1960–2024 U.S. Decennial Census |       |       |        |

По данным переписи 2000 года, в городе проживало 20 991 человек, насчитывалось 6 668 домохозяйств и 4 974 семьи. Плотность населения составляла 812,2 человека на квадратную милю (313,6 человек на квадратный километр): моложе 18 лет, 11,5% в возрасте от 18 до 24 лет, 30,6% в возрасте от 25 до 44 лет, 18,1% в возрасте от 45 до 64 лет и 9,2% в возрасте 65 лет и старше. Средний возраст населения составлял 30 лет. На 100 женщин приходилось 109,3 мужчин. На 100 женщин в возрасте 18 лет и старше приходилось 111,1 мужчин. Демографический состав города: 74,15% белых, 3,39% афроамериканцев, 1,23% коренных американцев, 2,46% азиатов, 13,15% представителей других рас и 5,62% представителей двух или более рас. Латиноамериканцы любой расы составляют 46,8% от общей численности населения.